# Orscand de Vannes
Orscand de Vannes dit el Gran (mort cap a 992) va ser bisbe de Vannes cap a 970- 992.
Orscand (Auriscand, Auriscandus) era un descendent d'Alan I Barvek o Alan el Gran. Seria el fill o el net d'un altre Orscand, al seu torn fill de l'hereu directe d'Alan el Gran: Rudalt Comte de Vannes de 907 a 913.
Orscand posseeïa a conseqüència de la seva ascendència nombrosos feus a la regió. El territori que controlava es concentrava en el litoral a Guérande al voltant de Vannes i al pagus de Belz. Abans del 970, Orscand encara que casat, prengué el control del Bisbat de Vannes en circumstàncies desconegudes. Després va exercir el control de fet del Bro Waroch. En el setzè any del regnat del rei Lotari I de França, va trobar al comte Jofré I d'Anjou i visita en aquesta ocasió la tomba de sant Aubí. Va fer donació d'una salina situada al poble de Saillé (Municipi de Guérande) a la diòcesi de Nantes (acta del 23 de maig del 970).
Orscand fou igualment un poderós aliat de Conan I de Bretanya el Borni contra els descendents d'Alan II Barbitorte. En efecte quan el comte de Rennes es va apoderar de Nantes, va confiar al bisbe i a la seva tropa la guarda de la fortalesa restaurada per Alan Barbitorte. Orscand estava encara viu quan Conan I el borni, rodejat del seu fill Geoffroi i del conjunt dels bisbes bretons, feu una donació al monestir del Mont Saint-Michel. El bisbe Orscand va desaparèixer poc després i va tenir com a successor a Vannes cap al 1008 un fill de Conan I: Judicael (mort el 1037).
Se sap que estava casat però no es diu amb qui. La seva potència no li va sobreviure doncs el seu patrimoni es va repartir ràpidament entre: 
- Guigoëdon o Guiguoedon, la seva filla, que es va casar amb Benet o Benedic (mort 1008/ 1019), comte i bisbe de Cornualla. Diversos fills de la parella portaran noms vinculats a la seva prestigiosa descendència maternal: Alan futur comte de Cornualla, i Orscand, bisbe de Cornualla.

- Rudald, el seu fill, que va fer diverses donacions a favor del priorat de Saint Cado al riu d'Etel, incloent un poble a la comarca de Plouhinec.[3] Rudalt i la seva esposa Onguen seran els pares de nou fills que acabaran d'esmicolar el patrimoni familiar: Aldroën, Morvan, Orscand, Albalt, Juthaël, Harscuët, Cadoret, Killae i Catguallun.[4]